# Národní muzeum Íránu
Národní muzeum Íránu (persky موزهٔ ملی ایران) je muzeum v Teheránu. Nachází se ve středu města. Bylo zřízeno v roce 1937. Současná podoba je sloučením budov Archeologického muzea Íránu a Muzea národních umění. Budova bývalého Archeologického muzea Íránu byla navržena francouzským architektem André Godardem v neosasánovském stylu.